# Danh sách phim VTV phát sóng năm 2005
Đây là danh sách phim VTV phát sóng trong năm 2005.
←2004 - 2005 - 2006→

## Phim Tết Nguyên Đán
Những bộ phim này phát sóng trên các kênh VTV dịp Tết Nguyên Đán Ất Dậu.
| Thời gian  | Tên                  | Số tập      | NSX | Đoàn làm phim | Bài hát chủ đề | Thể loại                      | Ghi chú                                        |
| ---------- | -------------------- | ----------- | --- | --- | -------------- | ----------------------------- | ---------------------------------------------- |
| 9 tháng 1  | Ngôi nhà cổ tích     | 1 (70 phút) | VFC | Nguyễn Khải Hưng (đạo diễn); Trịnh Thanh Nhã (biên kịch); Đồng Thu Hà, Mạnh Cường, Đường Minh Giang, Nguyễn Kiều Anh, Phương Minh, Lê Nam, Xuân Hậu, Phương Khanh, Kim Chi, Đức Thụ, Vân Anh, Tạ Am, Minh Hiền, Quốc Quân, Công Lý, Hồng Vân, Chí Thanh, Cao Cường, Hữu Bắc, Đức Hoàng, Minh Khánh... |                | Khía cạnh cuộc sống, lãng mạn | Phát sóng 17:10 ngày 29 Tết trên kênh VTV1     |
| 10 tháng 1 | Nhà chật             | 1 (70 phút) | VFC | Phạm Thanh Phong (đạo diễn & biên kịch); Chí Trung, Đức Hiệp (Hiệp Gà), Lệ Hằng, Thu Hương (Hương "tươi"), Phương Dung, Vũ Quân, Minh Đức, Thanh Dương, Nam Cường, Hồ Phong, Hồng Tuấn, Minh Châu, Đại Mý...                                                                                          |                | Hài kịch, gia đình            | Phát sóng 12:00 ngày mùng 1 Tết trên kênh VTV3 |
| 10 tháng 1 | Đi tua thời hiện đại | 1 (70 phút) | VFC | Vũ Hồng Sơn & Phạm Vân Ngọc (biên kịch); Đình Chiến, Phú Đôn, Quế Hằng, Thanh Chi, Phương Mai, Quốc Khánh, Hữu Độ, Việt Thắng, Minh Đức, Văn Lý, Thương An, Thanh Hương, Thu Huyền, Minh Thư, Hồng Anh, Văn Hòa, Quang Thắng, Minh Ngọc, Huy Hoàng, Duy Quang, Mạnh Trung, Minh Chí...                |                | Hài kịch                      | Phát sóng 17:30 ngày mùng 1 Tết trên kênh VTV3 |

## Phim Việt Nam trong khung buổi tối từ thứ Hai đến thứ Bảy trên VTV1
Bắt đầu từ năm 2005, khung phim truyện buổi tối trên kênh VTV1 đã giảm trở lại xuống còn 1 khung giờ (với thứ Bảy được thêm kể từ tháng 3) dành cho cả phim Việt Nam và nước ngoài sau 1 năm 3 tháng tách thành 2 khung giờ (21:00-22:00 cho phim Việt Nam và 22:00-23:00 cho phim nước ngoài).
Những bộ phim này phát sóng 21:00 đến 22:00 các ngày từ thứ Hai đến thứ Sáu và 22:00 đến 23:00 thứ Bảy trên kênh VTV1.
Lưu ý: Những khoảng thời gian không được liệt kê là dành cho phim nước ngoài hoặc các sự kiện đặc biệt.
| Thời gian                                 | Tên | Số tập | NSX | Đoàn làm phim | Bài hát chủ đề | Thể loại | Ghi chú |
| ----------------------------------------- | --- | --- | --- | --- | --- | --- | --- |
| 27 tháng 1 - 3 tháng 2                    | Phát lại phim Đồng Nọc Nạn, 5 tập (hoãn 1 tập vào ngày 31 tháng 1). Bộ phim lên sóng lần đầu trên kênh BLTV vào năm 2004.                                                                                                 | Phát lại phim Đồng Nọc Nạn, 5 tập (hoãn 1 tập vào ngày 31 tháng 1). Bộ phim lên sóng lần đầu trên kênh BLTV vào năm 2004.                                                                                                 | Phát lại phim Đồng Nọc Nạn, 5 tập (hoãn 1 tập vào ngày 31 tháng 1). Bộ phim lên sóng lần đầu trên kênh BLTV vào năm 2004.                                                                                                 | Phát lại phim Đồng Nọc Nạn, 5 tập (hoãn 1 tập vào ngày 31 tháng 1). Bộ phim lên sóng lần đầu trên kênh BLTV vào năm 2004. | Phát lại phim Đồng Nọc Nạn, 5 tập (hoãn 1 tập vào ngày 31 tháng 1). Bộ phim lên sóng lần đầu trên kênh BLTV vào năm 2004.                                                                                                 | Phát lại phim Đồng Nọc Nạn, 5 tập (hoãn 1 tập vào ngày 31 tháng 1). Bộ phim lên sóng lần đầu trên kênh BLTV vào năm 2004.                                                                                                 | Phát lại phim Đồng Nọc Nạn, 5 tập (hoãn 1 tập vào ngày 31 tháng 1). Bộ phim lên sóng lần đầu trên kênh BLTV vào năm 2004.                                                                                                 |
| 4 - 7 tháng 2                             | Phát lại phim Anh Thơm râu rồng, 2 tập. Bộ phim lên sóng lần đầu trên kênh HTV7 vào năm 2003. | Phát lại phim Anh Thơm râu rồng, 2 tập. Bộ phim lên sóng lần đầu trên kênh HTV7 vào năm 2003. | Phát lại phim Anh Thơm râu rồng, 2 tập. Bộ phim lên sóng lần đầu trên kênh HTV7 vào năm 2003. | Phát lại phim Anh Thơm râu rồng, 2 tập. Bộ phim lên sóng lần đầu trên kênh HTV7 vào năm 2003. | Phát lại phim Anh Thơm râu rồng, 2 tập. Bộ phim lên sóng lần đầu trên kênh HTV7 vào năm 2003. | Phát lại phim Anh Thơm râu rồng, 2 tập. Bộ phim lên sóng lần đầu trên kênh HTV7 vào năm 2003. | Phát lại phim Anh Thơm râu rồng, 2 tập. Bộ phim lên sóng lần đầu trên kênh HTV7 vào năm 2003. |
| 14 tháng 2 - 15 tháng 3                   | Chuyện phố phường | 22 | VFC | Phạm Thanh Phong, Nguyễn Danh Dũng (đạo diễn); Phạm Thanh Phong, Phạm Ngọc Tiến (biên kịch); Hà Văn Trọng, Duy Hậu, Tùng Dương, Võ Hoài Nam, Vi Cầm, Xuân Tùng, Lệ Hằng, Thanh Quý, Thu Hường, Tuấn Minh, Hồng Quân, Thúy Phương, Kim Thoa, Ngọc Quỳnh, Ngọc Dung, Trần Đức, Lan Hương 'Bông', Hoàng Dũng, Văn Thành, Thu Hạnh, Hương Dung, Thành An, Hồng Hạnh, Phú Thăng, Cường Việt, Trần Nam, Danh Nhân, Hồng Đức, Vĩnh Xương, Mai Anh, Anh Tuấn, Mạnh Hiệp, Phương Minh, Thanh Huyền... | Chuyện phố phường Trình bày: Mai Hoa | Gia đình | Hoãn 2 tập vào các ngày 17 & 24 tháng 2 |
| 17 tháng 3 - 13 tháng 4                   | Trò đùa của số phận | 19 | VFC | Bùi Huy Thuần (đạo diễn); Nguyễn Long Khánh (biên kịch); Đồng Thu Hà, Dũng Nhi, Hải Anh, Nguyễn Hải, Trung Anh, Lệ Hằng, Tùng Dương, Công Lý, Thu Hà, Đình Chiến, Trần Thụ, Phú Thăng, Thùy Linh, Thu Trang, Thu Hương, Thanh Giang, Ngọc Tản, Linh Huệ... | Ca khúc chủ đề Trò đùa của số phận | Hôn nhân, lãng mạn | Hoãn 5 tập vào các ngày 24 tháng 3, 30 tháng 3, 2 tháng 4, 4 tháng 4 và 6 tháng 4 |
| 15 - 23 tháng 4                           | Phát lại phim Làng cát, 5 tập. Bộ phim lần đầu lên sóng BTV Đài Phát thanh - Truyền hình Bình Thuận trước đó trong cùng năm. Lưu ý: Hoãn 3 tập vào các ngày 18, 20 và 22 tháng 4.                                         | Phát lại phim Làng cát, 5 tập. Bộ phim lần đầu lên sóng BTV Đài Phát thanh - Truyền hình Bình Thuận trước đó trong cùng năm. Lưu ý: Hoãn 3 tập vào các ngày 18, 20 và 22 tháng 4.                                         | Phát lại phim Làng cát, 5 tập. Bộ phim lần đầu lên sóng BTV Đài Phát thanh - Truyền hình Bình Thuận trước đó trong cùng năm. Lưu ý: Hoãn 3 tập vào các ngày 18, 20 và 22 tháng 4.                                         | Phát lại phim Làng cát, 5 tập. Bộ phim lần đầu lên sóng BTV Đài Phát thanh - Truyền hình Bình Thuận trước đó trong cùng năm. Lưu ý: Hoãn 3 tập vào các ngày 18, 20 và 22 tháng 4. | Phát lại phim Làng cát, 5 tập. Bộ phim lần đầu lên sóng BTV Đài Phát thanh - Truyền hình Bình Thuận trước đó trong cùng năm. Lưu ý: Hoãn 3 tập vào các ngày 18, 20 và 22 tháng 4.                                         | Phát lại phim Làng cát, 5 tập. Bộ phim lần đầu lên sóng BTV Đài Phát thanh - Truyền hình Bình Thuận trước đó trong cùng năm. Lưu ý: Hoãn 3 tập vào các ngày 18, 20 và 22 tháng 4.                                         | Phát lại phim Làng cát, 5 tập. Bộ phim lần đầu lên sóng BTV Đài Phát thanh - Truyền hình Bình Thuận trước đó trong cùng năm. Lưu ý: Hoãn 3 tập vào các ngày 18, 20 và 22 tháng 4.                                         |
| 25 tháng 4 - 4 tháng 5                    | Phát lại phim Vùng ven một thời con gái. Bộ phim lên sóng lần đầu trên kênh BTV1 vào năm 2004. Lưu ý: Hoãn 2 tập vào các ngày 28 và 30 tháng 4.                                                                           | Phát lại phim Vùng ven một thời con gái. Bộ phim lên sóng lần đầu trên kênh BTV1 vào năm 2004. Lưu ý: Hoãn 2 tập vào các ngày 28 và 30 tháng 4.                                                                           | Phát lại phim Vùng ven một thời con gái. Bộ phim lên sóng lần đầu trên kênh BTV1 vào năm 2004. Lưu ý: Hoãn 2 tập vào các ngày 28 và 30 tháng 4.                                                                           | Phát lại phim Vùng ven một thời con gái. Bộ phim lên sóng lần đầu trên kênh BTV1 vào năm 2004. Lưu ý: Hoãn 2 tập vào các ngày 28 và 30 tháng 4. | Phát lại phim Vùng ven một thời con gái. Bộ phim lên sóng lần đầu trên kênh BTV1 vào năm 2004. Lưu ý: Hoãn 2 tập vào các ngày 28 và 30 tháng 4.                                                                           | Phát lại phim Vùng ven một thời con gái. Bộ phim lên sóng lần đầu trên kênh BTV1 vào năm 2004. Lưu ý: Hoãn 2 tập vào các ngày 28 và 30 tháng 4.                                                                           | Phát lại phim Vùng ven một thời con gái. Bộ phim lên sóng lần đầu trên kênh BTV1 vào năm 2004. Lưu ý: Hoãn 2 tập vào các ngày 28 và 30 tháng 4.                                                                           |
| 6 tháng 5                                 | Phát lại phim điện ảnh năm 2004 Ký ức Điện Biên để chào mừng kỷ niệm chiến thắng Điện Biên. | Phát lại phim điện ảnh năm 2004 Ký ức Điện Biên để chào mừng kỷ niệm chiến thắng Điện Biên. | Phát lại phim điện ảnh năm 2004 Ký ức Điện Biên để chào mừng kỷ niệm chiến thắng Điện Biên. | Phát lại phim điện ảnh năm 2004 Ký ức Điện Biên để chào mừng kỷ niệm chiến thắng Điện Biên. | Phát lại phim điện ảnh năm 2004 Ký ức Điện Biên để chào mừng kỷ niệm chiến thắng Điện Biên. | Phát lại phim điện ảnh năm 2004 Ký ức Điện Biên để chào mừng kỷ niệm chiến thắng Điện Biên. | Phát lại phim điện ảnh năm 2004 Ký ức Điện Biên để chào mừng kỷ niệm chiến thắng Điện Biên. |
| 9 - 24 tháng 5                            | Cảnh sát hình sự: Lãnh địa đen | 10 | VFC | Mai Hồng Phong (đạo diễn); Đặng Phạm Trần (biên kịch); Tuấn Quang, Tùng Dương, Lê Ngọc Quang, Chu Hùng, Đức Tuệ, Tuấn Tú, Thanh Huyền, Đức Trịnh, Bình Xuyên, Phạm Hồng Minh, Lưu Ly, Đỗ Quỳnh Hoa, Quốc Trị, Kim Thủy, Ngọc Dung, Công Vượng, Quốc Hưng, Tuấn Kiên, Hồng Gấm, Lê Tuấn Cường, Chí Tuấn, Đại Dũng... | Những bàn chân lặng lẽ Trình bày: Thùy Dung | Hình sự | Hoãn 4 tập vào các ngày 13 - 14, 18 - 19 tháng 5 |
| 19 tháng 5                                | Phát lại phim điện ảnh năm 2003 Nguyễn Ái Quốc ở Hồng Kông nhân dịp kỷ niệm ngày sinh Chủ tịch Hồ Chí Minh. | Phát lại phim điện ảnh năm 2003 Nguyễn Ái Quốc ở Hồng Kông nhân dịp kỷ niệm ngày sinh Chủ tịch Hồ Chí Minh. | Phát lại phim điện ảnh năm 2003 Nguyễn Ái Quốc ở Hồng Kông nhân dịp kỷ niệm ngày sinh Chủ tịch Hồ Chí Minh. | Phát lại phim điện ảnh năm 2003 Nguyễn Ái Quốc ở Hồng Kông nhân dịp kỷ niệm ngày sinh Chủ tịch Hồ Chí Minh. | Phát lại phim điện ảnh năm 2003 Nguyễn Ái Quốc ở Hồng Kông nhân dịp kỷ niệm ngày sinh Chủ tịch Hồ Chí Minh. | Phát lại phim điện ảnh năm 2003 Nguyễn Ái Quốc ở Hồng Kông nhân dịp kỷ niệm ngày sinh Chủ tịch Hồ Chí Minh. | Phát lại phim điện ảnh năm 2003 Nguyễn Ái Quốc ở Hồng Kông nhân dịp kỷ niệm ngày sinh Chủ tịch Hồ Chí Minh. |
| 25 tháng 5 - 16 tháng 6                   | Cảnh sát hình sự: Bí mật của những cuộc đời | 18 | VFC | Nguyễn Hữu Phần, Vũ Hồng Sơn (đạo diễn); Nguyễn Như Phong (biên kịch); Nguyễn Hải, Văn Báu, Hồ Tháp, Anh Dũng, Minh Tuấn, Anh Tuấn, Phát Triệu, Thu Trang, Kim Oanh, Hoàng Lan, Văn Thành, Lan Hương 'Bông', Hồng Gấm, Bích Thủy, Duy Thanh, Mai Ngọc Căn, Hồ Phong, Hoàng Mai, Văn Hậu, Văn Bích, Diệu Thủy, Bích Ngọc, Ngọc Thu, Hải Anh, Ngọc Thư, Diệu Hương, Tiến Mộc, Phương Lâm... | Những bàn chân lặng lẽ Trình bày: Thùy Dung | Hình sự | Hoãn 1 tập vào ngày 1 tháng 6. Chuyển thể từ tiểu thuyết cùng tên của Nguyễn Như Phong |
| 17 tháng 6 - 21 tháng 7                   | Phát lại phim Hướng nghiệp, 58 tập (30 phút), 2 tập/ngày. Bộ phim lên sóng lần đầu trên kênh HTV7 vào năm 2004. Lưu ý: Hoãn 1 tập vào ngày 24 tháng 6.                                                                    | Phát lại phim Hướng nghiệp, 58 tập (30 phút), 2 tập/ngày. Bộ phim lên sóng lần đầu trên kênh HTV7 vào năm 2004. Lưu ý: Hoãn 1 tập vào ngày 24 tháng 6.                                                                    | Phát lại phim Hướng nghiệp, 58 tập (30 phút), 2 tập/ngày. Bộ phim lên sóng lần đầu trên kênh HTV7 vào năm 2004. Lưu ý: Hoãn 1 tập vào ngày 24 tháng 6.                                                                    | Phát lại phim Hướng nghiệp, 58 tập (30 phút), 2 tập/ngày. Bộ phim lên sóng lần đầu trên kênh HTV7 vào năm 2004. Lưu ý: Hoãn 1 tập vào ngày 24 tháng 6. | Phát lại phim Hướng nghiệp, 58 tập (30 phút), 2 tập/ngày. Bộ phim lên sóng lần đầu trên kênh HTV7 vào năm 2004. Lưu ý: Hoãn 1 tập vào ngày 24 tháng 6.                                                                    | Phát lại phim Hướng nghiệp, 58 tập (30 phút), 2 tập/ngày. Bộ phim lên sóng lần đầu trên kênh HTV7 vào năm 2004. Lưu ý: Hoãn 1 tập vào ngày 24 tháng 6.                                                                    | Phát lại phim Hướng nghiệp, 58 tập (30 phút), 2 tập/ngày. Bộ phim lên sóng lần đầu trên kênh HTV7 vào năm 2004. Lưu ý: Hoãn 1 tập vào ngày 24 tháng 6.                                                                    |
| 22 - 27 tháng 7                           | Phát lại phim Bên đường lá đỏ. Bộ phim lên sóng lần đầu trên kênh BPTV vào năm 2004. | Phát lại phim Bên đường lá đỏ. Bộ phim lên sóng lần đầu trên kênh BPTV vào năm 2004. | Phát lại phim Bên đường lá đỏ. Bộ phim lên sóng lần đầu trên kênh BPTV vào năm 2004. | Phát lại phim Bên đường lá đỏ. Bộ phim lên sóng lần đầu trên kênh BPTV vào năm 2004. | Phát lại phim Bên đường lá đỏ. Bộ phim lên sóng lần đầu trên kênh BPTV vào năm 2004. | Phát lại phim Bên đường lá đỏ. Bộ phim lên sóng lần đầu trên kênh BPTV vào năm 2004. | Phát lại phim Bên đường lá đỏ. Bộ phim lên sóng lần đầu trên kênh BPTV vào năm 2004. |
| 28 tháng 7 - 1 tháng 8                    | Phát lại phim Thời vi tính, 5 tập. Bộ phim lên sóng lần đầu trên kênh HTV9 vào năm 2004. Lưu ý: Tập 4 phát sóng vào Chủ Nhật, ngày 31 tháng 7.                                                                            | Phát lại phim Thời vi tính, 5 tập. Bộ phim lên sóng lần đầu trên kênh HTV9 vào năm 2004. Lưu ý: Tập 4 phát sóng vào Chủ Nhật, ngày 31 tháng 7.                                                                            | Phát lại phim Thời vi tính, 5 tập. Bộ phim lên sóng lần đầu trên kênh HTV9 vào năm 2004. Lưu ý: Tập 4 phát sóng vào Chủ Nhật, ngày 31 tháng 7.                                                                            | Phát lại phim Thời vi tính, 5 tập. Bộ phim lên sóng lần đầu trên kênh HTV9 vào năm 2004. Lưu ý: Tập 4 phát sóng vào Chủ Nhật, ngày 31 tháng 7. | Phát lại phim Thời vi tính, 5 tập. Bộ phim lên sóng lần đầu trên kênh HTV9 vào năm 2004. Lưu ý: Tập 4 phát sóng vào Chủ Nhật, ngày 31 tháng 7.                                                                            | Phát lại phim Thời vi tính, 5 tập. Bộ phim lên sóng lần đầu trên kênh HTV9 vào năm 2004. Lưu ý: Tập 4 phát sóng vào Chủ Nhật, ngày 31 tháng 7.                                                                            | Phát lại phim Thời vi tính, 5 tập. Bộ phim lên sóng lần đầu trên kênh HTV9 vào năm 2004. Lưu ý: Tập 4 phát sóng vào Chủ Nhật, ngày 31 tháng 7.                                                                            |
| 4 - 16 tháng 8                            | Cảnh sát hình sự: Phi đội chuồn chuồn | 10 | VFC | Vũ Minh Trí (đạo diễn); Vũ Phan Anh, Lệ Hằng, Anh Tuấn, Văn Thành, Thu Hà, Ngọc Dung, Duy Thanh, Quang Ánh, Diệu Hương, Văn Bích, Quốc Quân, Trần Đức, Kim Oanh, Tạ Tuấn Minh, Bình Xuyên, Mỹ Duyên, Thùy Liên, Tạ Am, Hữu Độ... | Những bàn chân lặng lẽ Trình bày: Thùy Dung | Hình sự | Chuyển thể từ tiểu thuyết "Phi đội thuyền nan" của Vũ Quang Vinh |
| 17 - 18 tháng 8                           | Phát lại phim Hoa trong bão, 2 tập. Bộ phim lên sóng lần đầu cũng trên kênh VTV1 vào năm 1995. | Phát lại phim Hoa trong bão, 2 tập. Bộ phim lên sóng lần đầu cũng trên kênh VTV1 vào năm 1995. | Phát lại phim Hoa trong bão, 2 tập. Bộ phim lên sóng lần đầu cũng trên kênh VTV1 vào năm 1995. | Phát lại phim Hoa trong bão, 2 tập. Bộ phim lên sóng lần đầu cũng trên kênh VTV1 vào năm 1995. | Phát lại phim Hoa trong bão, 2 tập. Bộ phim lên sóng lần đầu cũng trên kênh VTV1 vào năm 1995. | Phát lại phim Hoa trong bão, 2 tập. Bộ phim lên sóng lần đầu cũng trên kênh VTV1 vào năm 1995. | Phát lại phim Hoa trong bão, 2 tập. Bộ phim lên sóng lần đầu cũng trên kênh VTV1 vào năm 1995. |
| 19 tháng 8                                | Phát lại phim điện ảnh năm 2004 Mùa hạ không quên nhân dịp kỷ niệm Cách mạng tháng Tám. | Phát lại phim điện ảnh năm 2004 Mùa hạ không quên nhân dịp kỷ niệm Cách mạng tháng Tám. | Phát lại phim điện ảnh năm 2004 Mùa hạ không quên nhân dịp kỷ niệm Cách mạng tháng Tám. | Phát lại phim điện ảnh năm 2004 Mùa hạ không quên nhân dịp kỷ niệm Cách mạng tháng Tám. | Phát lại phim điện ảnh năm 2004 Mùa hạ không quên nhân dịp kỷ niệm Cách mạng tháng Tám. | Phát lại phim điện ảnh năm 2004 Mùa hạ không quên nhân dịp kỷ niệm Cách mạng tháng Tám. | Phát lại phim điện ảnh năm 2004 Mùa hạ không quên nhân dịp kỷ niệm Cách mạng tháng Tám. |
| 20 tháng 8 - 24 tháng 9                   | Ban mai xanh | 25 | VFC và TFS | Trọng Trinh, Như Trang (đạo diễn); Phạm Dũng (biên kịch); Minh Tiệp, Phương Điệp, Lý Anh Tuấn, Bích Ngọc, Thanh Quý, Vân Anh, Hương Giang, Đức Tùng, Hồng Hạnh, Cẩm Tú, Quý Hải, Quỳnh Tứ, Trần Thụ, Quý Dương, Hồng Chương, Hữu Độ, Thu Trang, Hải Anh, Phương Khanh, Tuấn Anh, Thành An, Ngọc Quốc, Thu Thủy, Văn Dũng, Quỳnh Trang, Thế Như, Viết Sáu, Quốc Bình, Phương Nhung, Đức Kiên, Ngọc Nam, Trịnh Nhật, Hoài Trang, Tạ Am, Ngọc Quang, Đăng Trinh, Hồng Gấm...                    | Ban mai xanh Trình bày: Khánh Linh | Lãng mạn | VFC & TFS hợp tác sản xuất và phát hành. Lên sóng lần đầu trên kênh HTV9 vào ngày 17 tháng 6. Hoãn 6 tập vào các ngày 25 - 27 tháng 8, 3 tháng 9, 6 tháng 9 và 17 tháng 9.                                                |
| 26 tháng 9 - 12 tháng 10                  | Phát lại phim Nợ đời, 26 tập (30 phút), 2 tập/ngày. Bộ phim lên sóng lần đầu trên kênh HTV9 vào năm 2004. Lưu ý: Hoãn 2 lần vào các ngày 30 tháng 9 và 10 tháng 10.                                                       | Phát lại phim Nợ đời, 26 tập (30 phút), 2 tập/ngày. Bộ phim lên sóng lần đầu trên kênh HTV9 vào năm 2004. Lưu ý: Hoãn 2 lần vào các ngày 30 tháng 9 và 10 tháng 10.                                                       | Phát lại phim Nợ đời, 26 tập (30 phút), 2 tập/ngày. Bộ phim lên sóng lần đầu trên kênh HTV9 vào năm 2004. Lưu ý: Hoãn 2 lần vào các ngày 30 tháng 9 và 10 tháng 10.                                                       | Phát lại phim Nợ đời, 26 tập (30 phút), 2 tập/ngày. Bộ phim lên sóng lần đầu trên kênh HTV9 vào năm 2004. Lưu ý: Hoãn 2 lần vào các ngày 30 tháng 9 và 10 tháng 10. | Phát lại phim Nợ đời, 26 tập (30 phút), 2 tập/ngày. Bộ phim lên sóng lần đầu trên kênh HTV9 vào năm 2004. Lưu ý: Hoãn 2 lần vào các ngày 30 tháng 9 và 10 tháng 10.                                                       | Phát lại phim Nợ đời, 26 tập (30 phút), 2 tập/ngày. Bộ phim lên sóng lần đầu trên kênh HTV9 vào năm 2004. Lưu ý: Hoãn 2 lần vào các ngày 30 tháng 9 và 10 tháng 10.                                                       | Phát lại phim Nợ đời, 26 tập (30 phút), 2 tập/ngày. Bộ phim lên sóng lần đầu trên kênh HTV9 vào năm 2004. Lưu ý: Hoãn 2 lần vào các ngày 30 tháng 9 và 10 tháng 10.                                                       |
| 13 - 21 tháng 10                          | Phát lại phim Hàn Mặc Tử, 6 tập. Bộ phim lên sóng lần đầu trên kênh HTV7 trước đó cùng năm. Lưu ý: Hoãn 2 tập vào các ngày 14 và 19 tháng 10.                                                                             | Phát lại phim Hàn Mặc Tử, 6 tập. Bộ phim lên sóng lần đầu trên kênh HTV7 trước đó cùng năm. Lưu ý: Hoãn 2 tập vào các ngày 14 và 19 tháng 10.                                                                             | Phát lại phim Hàn Mặc Tử, 6 tập. Bộ phim lên sóng lần đầu trên kênh HTV7 trước đó cùng năm. Lưu ý: Hoãn 2 tập vào các ngày 14 và 19 tháng 10.                                                                             | Phát lại phim Hàn Mặc Tử, 6 tập. Bộ phim lên sóng lần đầu trên kênh HTV7 trước đó cùng năm. Lưu ý: Hoãn 2 tập vào các ngày 14 và 19 tháng 10. | Phát lại phim Hàn Mặc Tử, 6 tập. Bộ phim lên sóng lần đầu trên kênh HTV7 trước đó cùng năm. Lưu ý: Hoãn 2 tập vào các ngày 14 và 19 tháng 10.                                                                             | Phát lại phim Hàn Mặc Tử, 6 tập. Bộ phim lên sóng lần đầu trên kênh HTV7 trước đó cùng năm. Lưu ý: Hoãn 2 tập vào các ngày 14 và 19 tháng 10.                                                                             | Phát lại phim Hàn Mặc Tử, 6 tập. Bộ phim lên sóng lần đầu trên kênh HTV7 trước đó cùng năm. Lưu ý: Hoãn 2 tập vào các ngày 14 và 19 tháng 10.                                                                             |
| 25 tháng 10 - 2 tháng 11                  | Phát lại phim Nấc thang mới, 8 tập. Bộ phim lên sóng lần đầu trên kênh VTV3 vào năm 2003. | Phát lại phim Nấc thang mới, 8 tập. Bộ phim lên sóng lần đầu trên kênh VTV3 vào năm 2003. | Phát lại phim Nấc thang mới, 8 tập. Bộ phim lên sóng lần đầu trên kênh VTV3 vào năm 2003. | Phát lại phim Nấc thang mới, 8 tập. Bộ phim lên sóng lần đầu trên kênh VTV3 vào năm 2003. | Phát lại phim Nấc thang mới, 8 tập. Bộ phim lên sóng lần đầu trên kênh VTV3 vào năm 2003. | Phát lại phim Nấc thang mới, 8 tập. Bộ phim lên sóng lần đầu trên kênh VTV3 vào năm 2003. | Phát lại phim Nấc thang mới, 8 tập. Bộ phim lên sóng lần đầu trên kênh VTV3 vào năm 2003. |
| 4 - 11 tháng 11                           | Phát lại phim Bến sông trăng, 13 tập (30 phút), 2 tập/ngày. Bộ phim lên sóng lần đầu trên kênh HTV7 vào năm 2000. | Phát lại phim Bến sông trăng, 13 tập (30 phút), 2 tập/ngày. Bộ phim lên sóng lần đầu trên kênh HTV7 vào năm 2000. | Phát lại phim Bến sông trăng, 13 tập (30 phút), 2 tập/ngày. Bộ phim lên sóng lần đầu trên kênh HTV7 vào năm 2000. | Phát lại phim Bến sông trăng, 13 tập (30 phút), 2 tập/ngày. Bộ phim lên sóng lần đầu trên kênh HTV7 vào năm 2000. | Phát lại phim Bến sông trăng, 13 tập (30 phút), 2 tập/ngày. Bộ phim lên sóng lần đầu trên kênh HTV7 vào năm 2000. | Phát lại phim Bến sông trăng, 13 tập (30 phút), 2 tập/ngày. Bộ phim lên sóng lần đầu trên kênh HTV7 vào năm 2000. | Phát lại phim Bến sông trăng, 13 tập (30 phút), 2 tập/ngày. Bộ phim lên sóng lần đầu trên kênh HTV7 vào năm 2000. |
| 12 - 16 tháng 11                          | Tín hiệu bông sen nở | 4 | VFC | Lê Cường Việt (đạo diễn); Hữu Mai (biên kịch); Hoàng Long, Minh Hoàng, Tạ Minh Thảo, Đức Sơn, Hồng Sơn, Quốc Nam, Văn Nghệ, Ngọc Diệp, Cường Việt, Tấn Hưng, Hạnh Thúy, Chí Bửu, Quách Tình, Tấn Lộc, Đoàn Mạnh Dung, Nam Anh, Thanh Tùng, Phúc Hậu, Thành Công, Quốc Quân, Văn Chấn, Nguyễn Hùng, Nguyễn Sa, Trần Lượng, Minh Hường, Ánh Hoa, Ngọc Hương... | | Tình báo, hình sự | |
| 17 tháng 11 - 10 tháng 12                 | Phát lại phim Vị tướng tình báo và hai bà vợ, 29 tập (30 phút), 2 tập/ngày. Bộ phim lên sóng lần đầu trên kênh HTV7 vào năm 2003. Lưu ý: Hoãn 5 lần vào các ngày 19 tháng 11, 21 tháng 11, 30 tháng 11 và 1 - 2 tháng 12. | Phát lại phim Vị tướng tình báo và hai bà vợ, 29 tập (30 phút), 2 tập/ngày. Bộ phim lên sóng lần đầu trên kênh HTV7 vào năm 2003. Lưu ý: Hoãn 5 lần vào các ngày 19 tháng 11, 21 tháng 11, 30 tháng 11 và 1 - 2 tháng 12. | Phát lại phim Vị tướng tình báo và hai bà vợ, 29 tập (30 phút), 2 tập/ngày. Bộ phim lên sóng lần đầu trên kênh HTV7 vào năm 2003. Lưu ý: Hoãn 5 lần vào các ngày 19 tháng 11, 21 tháng 11, 30 tháng 11 và 1 - 2 tháng 12. | Phát lại phim Vị tướng tình báo và hai bà vợ, 29 tập (30 phút), 2 tập/ngày. Bộ phim lên sóng lần đầu trên kênh HTV7 vào năm 2003. Lưu ý: Hoãn 5 lần vào các ngày 19 tháng 11, 21 tháng 11, 30 tháng 11 và 1 - 2 tháng 12. | Phát lại phim Vị tướng tình báo và hai bà vợ, 29 tập (30 phút), 2 tập/ngày. Bộ phim lên sóng lần đầu trên kênh HTV7 vào năm 2003. Lưu ý: Hoãn 5 lần vào các ngày 19 tháng 11, 21 tháng 11, 30 tháng 11 và 1 - 2 tháng 12. | Phát lại phim Vị tướng tình báo và hai bà vợ, 29 tập (30 phút), 2 tập/ngày. Bộ phim lên sóng lần đầu trên kênh HTV7 vào năm 2003. Lưu ý: Hoãn 5 lần vào các ngày 19 tháng 11, 21 tháng 11, 30 tháng 11 và 1 - 2 tháng 12. | Phát lại phim Vị tướng tình báo và hai bà vợ, 29 tập (30 phút), 2 tập/ngày. Bộ phim lên sóng lần đầu trên kênh HTV7 vào năm 2003. Lưu ý: Hoãn 5 lần vào các ngày 19 tháng 11, 21 tháng 11, 30 tháng 11 và 1 - 2 tháng 12. |
| 10 tháng 12 năm 2005 - 2 tháng 1 năm 2006 | Lửa than | 15 | VFC | Phạm Văn Quý (biên kịch); Nguyệt Hằng, Kiên Cường, Trần Hạnh, Minh Nguyệt... | Mồ hôi mặt trời Trình bày: Thùy Dung | | Hoãn 4 tập vào các ngày 19 - 20 tháng 12, 24 và 31 tháng 12 |